# Cap Démocratie Maroc
Pour les articles homonymes, voir CDM.
 (janvier 2015).
Cap Démocratie Maroc (CDM ou CAPDEMA) (en arabe: آفاق الديمقراطية المغرب), est une association créée en 2008 par des étudiants marocains en France.
Elle vise à  :
- Instaurer au Maroc une monarchie constitutionnelle et parlementaire,
- Réaliser la séparation des pouvoirs législatif, exécutif et judiciaire,
- Instaurer un État de droit respectueux des libertés et de la pluralité identitaire des marocains,
- Établir une économie forte et solidaire favorisant la croissance et l’emploi,
- Préserver l’environnement pour les générations futures.

## Histoire
Fondée en 2008, l'association organise des débats mensuels publics sur l'actualité, notamment à Paris. Après le discours royal du 9 mars 2011, un débat a connu l’assistance de plus de 70 personnes. 
En octobre 2011, l'association a publié un rapport de 31 pages sur le LGV Tanger-Casablanca. Lors du même mois, CAPDEMA a ouvert un bureau à Rabat.

## Activités
Université d'été
Créé sur le modèle français, l'université d’été de l’association CAPDEMA « vise à accompagner le débat national à l’heure où le Maroc traverse une période politique décisive ». La première édition s'est déroulée du 12 au 14 juillet 2011 à l'Institut agronomique et vétérinaire Hassan II  sous le thème « Penser la démocratie après le 20 février », et a connu la participation de Najib Akesbi, Lahcen Daoudi, Mohamed Bensaid Aït Idder, Maâti Monjib, Abdelaali Hamieddine , etc..
L'édition suivante s'est déroulé du 13 au 15 juillet 2012 à l'Université Mohammed V - Souissi sous le thème : « Le gouvernement peut-il faire le développement ? ».
L'édition 2013 de l'université d'été s'est déroulé du 28 au 30 juin 2013 à l'Université Mohammed V - Souissi sous le thème : « Quels projets de société pour le Maroc ? », et a connu la participation de Ahmed Assid, Abdellah Tourabi, Driss Ksikes, Mohamed Sassi, Cédric Baylocq, Mourad Alami, etc..
La quatrième édition de l’Université d’Été CAPDEMA s'est déroulé du 29 au 31 août 2014 à l'Université Mohammed V - Souissi sous le thème : « La réappropriation de l’identité nationale comme un impératif à la construction citoyenne », et a connu la participation de Nabil Mouline, Zakaria Rhani, François Georgeon, Baudouin Dupret , etc..
Démocafé

## Publications
- « Éléments sur le projet de Ligne à Grande Vitesse au Maroc », -,‎ octobre 2011, p. 31 (lire en ligne, consulté le 1er septembre 2014).